# Mischa Barton
Mischa Barton (Hammersmith, London, 1986. január 24. –) brit–amerikai színésznő, modell.

## Fiatalkora
Édesanyja ír, édesapja angol származású. 1990-ben édesapja munkája miatt New York-ba költöztek. 1994-ben írt egy darabot, ami teknősökről szólt. Erre egy tehetségkutató ügynökség is felfigyelt.

## Pályafutása
Karrierjét színházi darabokban kezdte. 1994-ben a hosszú életű All My Children című szappanopera epizódszereplője lett. Modellként szerződött a Ford ügynökséghez, többek között egy Calvin Klein kampányban is szerepelt. 
Egyik első filmfőszerepe az 1997-es Gyepkutyák című brit fantasy-filmdrámában volt. 1999-ben a Bonnie és Clyde modern feldolgozásában és a Sztárom a páromban szerepelt, utóbbiban Julia Roberts és Hugh Grant mellett. Ugyanebben az évben feltűnt a Hatodik érzék című thrillerben is. A következő években több mozifilmben is szerepelt, mielőtt visszatért a televízióhoz: 2001-ben az ABC-n futó Még egyszer és újra című drámasorozatban játszott. 
Népszerűségét tovább fokozta a Fox 2003-ban indult A narancsvidék című drámasorozata, melyben Barton az Orange County High School-ba járó Marissa Coopert alakította.

## Filmográfia

### Film
- Te és Én (2010)
- Hazatérés (2009)
- Merénylet a suligóré ellen (2008)
- A szerelem gyűrűje (2007)
- St. Trinian’s – Nem apácazárda (2007)
- Szűzlányok ajándéka (2007)
- Oh, oh Ohio (2006)
- The O.C.: A Day in the Life (2004)
- Octane (2003)
- Delfinbarátok (2002)
- Elátkozott szerelem (2001)
- Fűvel-fával (2001)
- Szép szédülés (2001)
- Családi tótágas (2000)
- Paranoid (2000)
- Hatodik érzék (film) (1999)
- Bonnie és Clyde (1999)
- Sztárom a párom (1999)
- Gyepkutyák (1997)

### Televízió
| Év        | Magyar cím                               | Eredeti cím                       | Szerep                        | Megjegyzések                  |
| --------- | ---------------------------------------- | --------------------------------- | ----------------------------- | ----------------------------- |
| 1995      |                                          | All My Children                   | Lily Montgomery               | 1 epizód                      |
| 1996      |                                          | Un angelo a New York              | Drummond                      | tévéfilm                      |
| 1996–1997 | KaBlam!                                  | KaBlam!                           | Betty Ann Bongo (hangja)      | visszatérő szerep (15 epizód) |
| 2000      | Frankie és Hazel                         | Frankie & Hazel                   | Francesca 'Frankie' Humphries | tévéfilm                      |
| 2001–2002 | Még egyszer és újra                      | Once and Again                    | Katie Singer                  | visszatérő szerep (8 epizód)  |
| 2003      | Fastlane – Halálos iramban               | Fastlane                          | Simone Collins                | 1 epizód                      |
| 2003–2006 | A narancsvidék                           | The O.C.                          | Marissa Cooper                | főszereplő (76 epizód)        |
| 2009      |                                          | The Beautiful Life                | Sonja Stone                   | főszereplő (5 epizód)         |
| 2010      | Esküdt ellenségek: Különleges ügyosztály | Law & Order: Special Victims Unit | Gladys Dalton                 | 1 epizód                      |
| 2012      |                                          | Cyberstalker (Offline)            | Aiden Ashley                  | tévéfilm                      |
| 2016      |                                          | Recovery Road                     | Olivia                        | 1 epizód                      |
| 2016      |                                          | Dancing with the Stars            | önmaga                        | versenyző (22. évad)          |
| 2017      | Offline módban                           | The Joneses Unplugged             | Rebecca Jones                 | tévéfilm                      |
| 2019      |                                          | The Hills: New Beginnings         | önmaga                        | reality főszereplő (1. évad)  |
| 2023      |                                          | Neighbours                        | Reece Sinclair                | 32 epizód                     |